# Palazzo Colonna (Neapel)

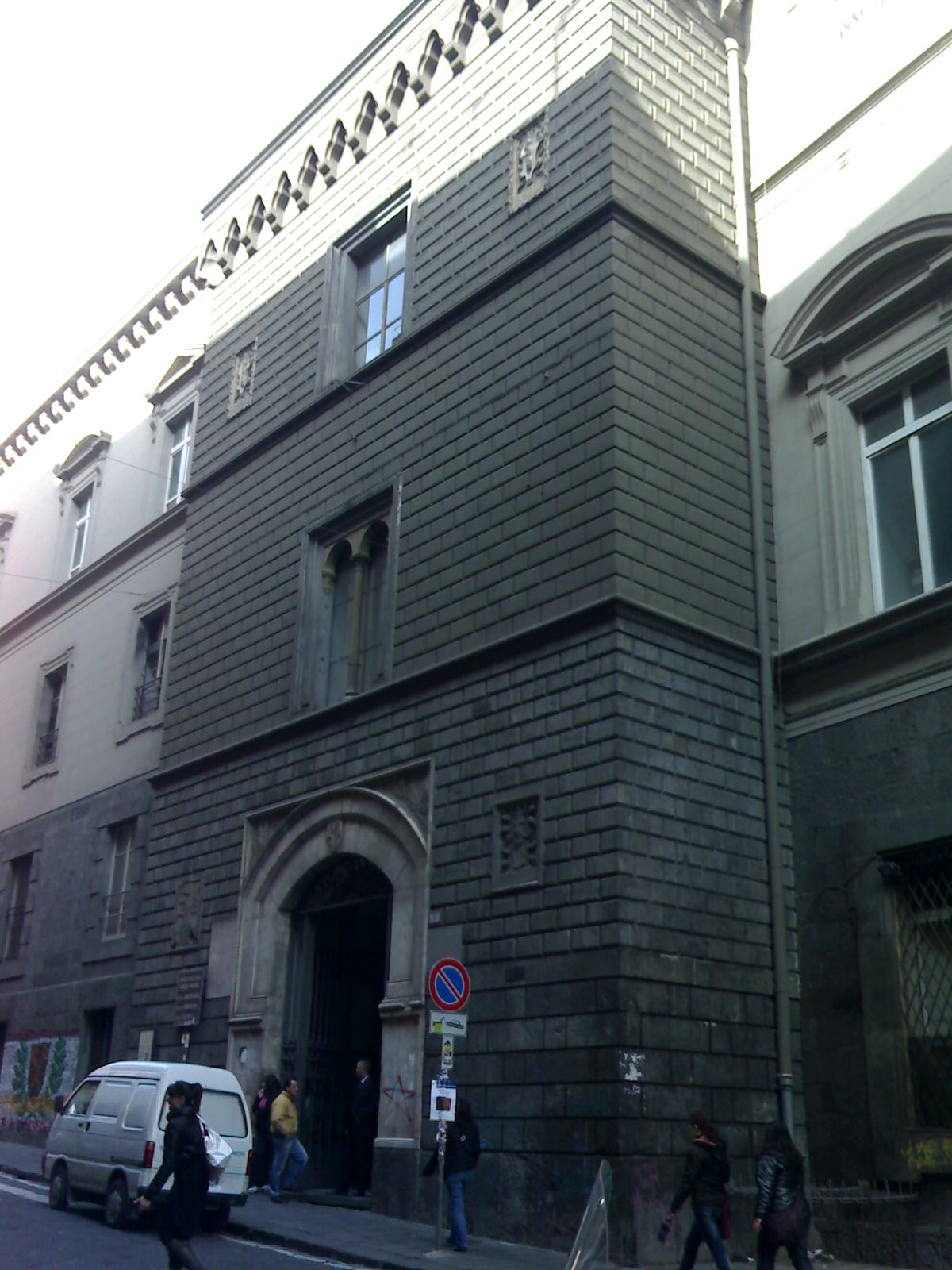
Palazzo Colonna in Neapel, Museo di Science Mineralogiche

Der Palazzo Colonna oder auch Palazzo di Fabrizio Colonna ist ein Palast aus dem 14. Jahrhundert im Viertel Porto von Neapel in der italienischen Region Kampanien. Er liegt in der Via Mezzocannone, 8.

## Geschichte
Der Palast existiert seit der Zeit der Herrschaft des Hauses Anjou. Später wurde er zur Residenz von Artusio Pappacoda, Berater und Großseneschall des Königs Ladislaus von Neapel. Sein letzter Bewohner war Fabrizio I. Colonna.
Heute befindet sich dort das Museo di Scienze Mineralogiche di Napoli (dt.: Mineralogisches Museum) der Universität Neapel.

## Beschreibung
Der Palast, der später umgebaut wurde, ist aus zwei Baukörpern zusammengesetzt: Ein ziemlich großer zur Straße hin und ein kleinerer im Innenhof. Das Eingangsportal hat Hufeisenform. Vom Empfangssaal gelangt man in den Innenhof, in dem sich das kleinere Gebäude befindet, das ebenfalls umgebaut wurde: Es bestand ursprünglich aus einem Erdgeschoss mit Vorhalle und Verzierungen in Piperno und aus einem ersten Obergeschoss, das in einem Renaissancerahmen aus demselben Stein, aber im 19. Jahrhundert ließ es die Familie Piscopo umbauen; zwei Stockwerke wurden aufgesetzt, die Fenster in Balkone verwandelt und schließlich die Vorhalle geschlossen, um dort Wohnungen und Büros für die Seidenarbeiter zu schaffen.